# Prva makedonska fudbalska liga 2020-2021
La Prva makedonska fudbalska liga 2020-2021 è stata la 29ª edizione del massimo campionato di calcio macedone, iniziata l'8 agosto 2020 e terminata il 16 maggio 2021. Il Vardar era la squadra campione in carica. Lo Škendija ha conquistato il trofeo per la quarta volta nella sua storia.

## Stagione

### Novità
Al termine della stagione 2019-2020 nessuna squadra è retrocessa dal momento che è stato stabilito il blocco delle retrocessioni, dovuto alla sospensione anticipata del campionato per l'emergenza COVID-19: le partecipanti sono passate così da 10 a 12, perché dalla Vtora Liga sono stati promossi il Belasica e il Pelister.

### Regolamento
Le 12 squadre partecipanti si sfidano in un girone di andata-ritorno-andata per un totale di 33 giornate.

La squadra campione della Macedonia del Nord si qualifica per il primo turno di qualificazione della UEFA Champions League 2021-2022.

Le squadre classificate al secondo e al terzo posto si qualificano per il primo turno di qualificazione della UEFA Europa Conference League 2021-2022.

Le squadre classificate al decimo e all'undicesimo posto giocano uno spareggio promozione-retrocessione contro la seconda e la terza classificata della Vtora Liga.

Le ultime due squadre classificate retrocedono direttamente in Vtora Liga.

## Squadre partecipanti
| Squadra         | Città                  | Stadio                       | Stagione precedente            |
| --------------- | ---------------------- | ---------------------------- | ------------------------------ |
| Brera Strumica  | Strumica               | Stadio Blagoj Istatov        | 7º posto in Prva Liga          |
| Belasica        | Strumica               | Stadio Blagoj Istatov        | 1º in Vtora Liga Est           |
| Borec           | Veles                  | Stadion Zoran Paunov         | 9º posto in Prva Liga          |
| Makedonija G.P. | Skopje                 | Stadion Gjorche Petrov       | 6º posto in Prva Liga          |
| Pelister        | Bitola                 | Stadio Tumbe Kafe            | 1º in Vtora Liga Ovest         |
| Rabotnički      | Skopje                 | Arena nazionale Toše Proeski | 8º posto in Prva Liga          |
| Renova          | Džepčište              | Ecolog Arena                 | 4º posto in Prva Liga          |
| Shkupi          | Čair, comune di Skopje | Stadio Chair                 | 5º posto in Prva Liga          |
| Sileks Kratovo  | Kratovo                | Gradski stadion Kratovo      | 2º posto in Prva Liga          |
| Škendija        | Tetovo                 | Ecolog Arena                 | 3º posto in Prva Liga          |
| Struga          | Struga                 | Stadio Gradska Plaža         | 10º posto in Prva Liga         |
| Vardar          | Skopje                 | Arena nazionale Toše Proeski | Campione di Macedonia del Nord |

## Classifica finale
|                               | Pos. | Squadra         | Pt | G  | V  | N  | P  | GF | GS | DR  |
| ----------------------------- | ---- | --------------- | -- | -- | -- | -- | -- | -- | -- | --- |
| Macedonia del Nord (bandiera) | 1.   | Škendija        | 75 | 33 | 22 | 9  | 2  | 69 | 26 | +43 |
|                               | 2.   | Shkupi          | 59 | 33 | 16 | 11 | 6  | 41 | 24 | +17 |
|                               | 3.   | Struga          | 57 | 33 | 15 | 12 | 6  | 39 | 24 | +15 |
|                               | 4.   | Makedonija G.P. | 55 | 33 | 16 | 7  | 10 | 53 | 43 | +10 |
|                               | 5.   | Rabotnički      | 48 | 33 | 11 | 15 | 7  | 45 | 39 | +6  |
|                               | 6.   | Pelister        | 45 | 33 | 12 | 9  | 12 | 34 | 38 | -4  |
|                               | 7.   | Brera Strumica  | 41 | 33 | 12 | 5  | 16 | 32 | 36 | -4  |
|                               | 8.   | Borec           | 40 | 33 | 11 | 7  | 15 | 32 | 36 | -4  |
|                               | 9.   | Sileks Kratovo  | 36 | 33 | 10 | 6  | 17 | 49 | 45 | +4  |
|                               | 10.  | Renova          | 36 | 33 | 8  | 12 | 13 | 36 | 46 | -10 |
|                               | 11.  | Vardar          | 31 | 33 | 7  | 10 | 16 | 32 | 60 | -28 |
|                               | 12.  | Belasica        | 17 | 33 | 4  | 5  | 24 | 23 | 68 | -45 |

      Campione della Macedonia del Nord e ammessa alla UEFA Champions League 2021-2022
      Ammesse alla UEFA Europa Conference League 2021-2022
 Ammesse allo spareggio promozione-retrocessione
      Retrocesse in Vtora Liga 2021-2022

## Risultati
|                  | AkP     | Bel     | Bor     | Mak     | Pel     | Rab     | Ren     | Shk     | Sil     | Ške     | Str     | Var     |
| ---------------- | ------- | ------- | ------- | ------- | ------- | ------- | ------- | ------- | ------- | ------- | ------- | ------- |
| Akademija Pandev | ––––    | 1-2     | 2-1 3-1 | 2-1     | 3-2     | 0-1     | 0-1 1-1 | 0-1     | 1-0     | 0-1     | 1-0     | 0-1 3-0 |
| Belasica         | 0-0 0-2 | ––––    | 2-2     | 1-3 0-2 | 0-2     | 2-2 1-1 | 1-1     | 0-2 0-3 | 0-6 1-3 | 0-3     | 1-2     | 0-3     |
| Borec            | 2-0     | 2-1 1-0 | ––––    | 2-1     | 3-0 0-0 | 0-0     | 1-1 2-0 | 0-1     | 2-0     | 0-2     | 2-1 0-1 | 0-2 2-0 |
| Makedonija G.P.  | 3-1 1-2 | 2-1     | 0-0 2-1 | ––––    | 2-1 3-0 | 2-1     | 2-3     | 0-0 3-4 | 1-0 0-3 | 0-1     | 2-0 2-3 | 2-1     |
| Pelister         | 1-0 3-1 | 1-0 2-0 | 1-0     | 0-0     | ––––    | 0-0     | 3-1 1-0 | 1-3     | 1-2 3-2 | 1-3     | 1-1     | 1-1 2-0 |
| Rabotnički       | 0-0 0-2 | 2-0     | 2-1     | 1-3 2-2 | 1-0 3-1 | ––––    | 3-1     | 2-2     | 1-1 3-1 | 0-0 3-5 | 1-1     | 1-1     |
| Renova           | 2-0     | 2-4 3-1 | 1-0     | 1-3 1-2 | 0-0     | 0-1 1-1 | ––––    | 0-0     | 0-0 2-1 | 1-3 0-3 | 0-0     | 3-0     |
| Shkupi           | 0-0     | 3-1 0-1 | 3-0     | 3-1 0-0 | 1-0 0-0 | 0-2 2-0 | 4-3 1-2 | ––––    | 1-0     | 2-2     | 1-2     | 1-1 2-0 |
| Sileks Kratovo   | 1-2 3-2 | 0-1     | 1-2 1-1 | 0-3     | 2-2     | 4-3     | 3-1     | 0-1 1-3 | ––––    | 1-2     | 0-0 0-1 | 1-0 6-0 |
| Škendija         | 2-1 1-0 | 2-0     | 1-1 3-1 | 5-0     | 0-1 1-0 | 1-1     | 0-0     | 1-1     | 1-1 2-1 | ––––    | 2-0 0-2 | 2-1     |
| Struga           | 1-1     | 3-0 3-1 | 1-0     | 1-1     | 0-1 3-0 | 2-1 1-1 | 1-0 0-0 | 2-0 0-0 | 2-0     | 1-1     | ––––    | 2-2 1-0 |
| Vardar           | 2-0     | 3-1 1-0 | 0-1     | 2-2 0-2 | 2-2     | 0-0 1-3 | 3-3 1-1 | 1-0     | 0-4     | 1-5 1-6 | 1-1     | ––––    |

## Spareggio promozione/retrocessione
|                  | Risultati       |                | Luogo e data           |
| ---------------- | --------------- | -------------- | ---------------------- |
| Tikveš Kavadarci | 1 - 0           | Sileks Kratovo | Skopje, 25 maggio 2021 |
| Renova           | 2 - 2 (3-2 dcr) | Ohrid          | Skopje, 25 maggio 2021 |

## Statistiche

### Individuali

#### Classifica marcatori
| Gol |  |  | Giocatore         | Squadra         |
| --- |  |  | ----------------- | --------------- |
| 24  |  |  | Besart Ibraimi    | Škendija        |
| 16  |  |  | Dembo Darboe      | Shkupi          |
| 13  |  |  | Pepi Gorgiev      | Sileks Kratovo  |
| 12  |  |  | Fahrudin Đurđević | Rabotnički      |
| 9   |  |  | Denis Ristov      | Sileks Kratovo  |
| 8   |  |  | Basit Khalid      | Makedonija G.P. |
| 8   |  |  | Bobi Božinovski   | Makedonija G.P. |
| 8   |  |  | Matej Cvetanoski  | Vardar Shkupi   |
| 8   |  |  | Ivan Ivanovski    | Sileks Kratovo  |
| 8   |  |  | Alen Jašaroski    | Renova          |
| 8   |  |  | Antonio Kalanoski | Belasica        |
| 8   |  |  | Martin Mirchevski | Belasica Vardar |
| 8   |  |  | Remzifaik Selmani | Renova          |
| 8   |  |  | Shefit Shefiti    | Renova          |
| 8   |  |  | Luka Stankovski   | Rabotnički      |